# Campeonato Mundial de Handebol Masculino de 2019
O Campeonato Mundial de Andebol (português europeu) ou Handebol (português brasileiro) Masculino de 2019 foi a 26ª edição deste evento, promovido pela Federação Internacional de Handebol. O mesmo foi sediado conjuntamente por Alemanha e Dinamarca, entre 10 e 27 de janeiro de 2019.
Em um movimento semelhante ao ocorrido nos Jogos Olímpicos de Inverno de 2018,uma equipe unificada representou a Coreia do Sul e a Coreia do Norte. A seleção de uma das sedes, a Dinamarca foi campeã mundial pela primeira vez, enquanto que o vice-campeonato foi para a Noruega.A então bi-campeã mundial, a França, terminou o campeonato em terceiro lugar.

## Candidaturas
Três candidaturas oficiais foram apresentadas para esta edição: uma individual (Polônia) e duas conjuntas: Uma que era da Alemanha e da Dinamarca e a outra que era da Eslováquia e da Hungria. A escolha da candidatura dos países banhados pelo Mar do Norte foi anunciada em 28 de outubro de 2013.

## Formato
Esta edição contou uma mudança no formato de disputa, tendo ele sido usado até a edição de 2011 deste evento.  
Na primeira fase, os vinte e quatro países foram divididos em quatro grupos com igual número de seleções em cada, no qual os primeiros três primeiros colocados por chave avançaram na disputa. Os últimos três de cada grupo foram para a disputa de 13º ao 24º lugar, chamado Copa do Presidente. Na segunda fase, as doze melhores equipes da etapa inicial foram divididas igualmente em duas novas chaves, cuja pontuação contra outros times qualificados permanecia válida. 
As duas quartas colocadas foram para a disputa do 7º lugar, enquanto que as duas terceiras colocadas jogaram pela 5ª colocação. Os dois melhores de cada grupo qualificaram-se para as meias-finais, cujo sistema de mata-mata foi usado até a final desta competição. 

## Sedes
Segue-se abaixo a lista das cidades que receberam o evento. Todas as arenas tinham a capacidade superior a 10 mil pessoas. A final foi disputada na Jyske Bank Boxen, em Herning,na Dinamarca.
| Copenhague         | Copenhague         | Herning            | Herning                         | Berlim                          | Berlim                          |
| ------------------ | ------------------ | ------------------ | ------------------------------- | ------------------------------- | ------------------------------- |
| Arena Real         | Arena Real         | Jyske Bank Boxen   | Jyske Bank Boxen                | Mercedes-Benz Arena             | Mercedes-Benz Arena             |
| Capacidade: 13.700 | Capacidade: 13.700 | Capacidade: 15.000 | Capacidade: 15.000              | Capacidade: 14.800              | Capacidade: 14.800              |
|                    |                    |                    |                                 |                                 |                                 |
| Herning Copenhague | Herning Copenhague | Herning Copenhague | Hamburgo Berlim Munique Colônia | Hamburgo Berlim Munique Colônia | Hamburgo Berlim Munique Colônia |
| Colônia            | Colônia            | Munique            | Munique                         | Hamburgo                        | Hamburgo                        |
| Lanxess Arena      | Lanxess Arena      | Olympiahalle       | Olympiahalle                    | Barclaycard Arena               | Barclaycard Arena               |
| Capacidade: 19.250 | Capacidade: 19.250 | Capacidade: 12.000 | Capacidade: 12.000              | Capacidade: 13.300              | Capacidade: 13.300              |
|                    |                    |                    |                                 |                                 |                                 |

## Qualificação
| Competição                                       | Época                                       | Vagas | Qualificados                                                                                     |
| ------------------------------------------------ | ------------------------------------------- | ----- | ------------------------------------------------------------------------------------------------ |
| Países-Sede                                      | 28 de Outubro de 2013                       | 2     | Dinamarca · Alemanha                                                                             |
| Campeonato Mundial de Handebol Masculino de 2017 | 11–29 de Janeiro de 2017                    | 1     | França                                                                                           |
| Campeonato Europeu de 2018                       | 12–28 de Janeiro de 2018                    | 1     | Espanha                                                                                          |
| Campeonato Africano de 2018                      | 17–27 de Janeiro de 2018                    | 3     | Angola · Egito · Tunísia                                                                         |
| Campeonato Asiático de 2018                      | 18–28 de Janeiro de 2018                    | 4     | Bahrein · Catar · Arábia Saudita · Coreia do Sul                                                 |
| Repescagem Europeia                              | 25 de Outubro de 2017 – 14 de Junho de 2018 | 9     | Áustria · Croácia · Hungria · Islândia · Macedônia do Norte · Noruega · Rússia · Sérvia · Suécia |
| Campeonato Pan-Americano de 2018                 | 16–24 de Junho de 2018                      | 3     | Argentina · Brasil · Chile                                                                       |
| Wildcard                                         | 9 de Maio de 2018 10 de Outubro de 2018     | 2     | Japão · Coreia                                                                                   |

### Histórico dos Classificados
| País               | Qualificado como                                                      | Qualificado em        | Participações anteriores1, 2 |
| ------------------ | --------------------------------------------------------------------- | --------------------- | --- |
| Dinamarca          | Sede                                                                  | 28 de Outubro de 2013 | 22 (1938, 1954, 1958, 1961, 1964, 1967, 1970, 1974, 1978, 1982, 1986, 1993, 1995, 1999, 2003, 2005, 2007, 2009, 2011, 2013, 2015, 2017)       |
| Alemanha           | Sede                                                                  | 28 de Outubro de 2013 | 23 (1938, 1954, 1958, 1961, 1964, 1967, 1970, 1974, 1978, 1982, 1986, 1993, 1995, 1999, 2001, 2003, 2005, 2007, 2009, 2011, 2013, 2015, 2017) |
| França             | Campeão mundial                                                       | 29 de Janeiro de 2017 | 21 (1954, 1958 ,1961, 1964, 1967, 1970, 1978, 1990, 1993, 1995, 1997, 1999, 2001, 2003, 2005, 2007, 2009, 2011, 2013, 2015, 2017)             |
| Arábia Saudita     | Semifinalista do Campeonato Asiático de Handebol Masculino de 2018    | 23 de Janeiro de 2018 | 8 (1997, 1999, 2001, 2003, 2009, 2013, 2015, 2017)                                                                                            |
| Catar              | Semifinalista do Campeonato Asiático de Handebol Masculino de 2018    | 23 de Janeiro de 2018 | 6 (2003, 2005, 2007, 2013, 2015, 2017) |
| Coreia do Sul      | Semifinalista do Campeonato Asiático de Handebol Masculino de 2018    | 23 de Janeiro de 2018 | 11 (1986, 1990, 1993, 1995, 1997, 1999, 2001, 2007, 2009, 2011, 2013)                                                                         |
| Bahrein            | Semifinalista do Campeonato Asiático de Handebol Masculino de 2018    | 24 de Janeiro de 2018 | 2 (2011, 2017) |
| Tunísia            | Finalista do Campeonato Africano de Andebol Masculino de 2018         | 25 de Janeiro de 2018 | 13 (1967, 1995, 1997, 1999, 2001, 2003, 2005, 2007, 2009, 2011, 2013, 2015, 2017)                                                             |
| Egito              | Finalista do Campeonato Africano de Andebol Masculino de 2018         | 25 de Janeiro de 2018 | 14 (1964, 1993, 1995, 1997, 1999, 2001, 2003, 2005, 2007, 2009, 2011, 2013, 2015, 2017)                                                       |
| Angola             | 3º colocado do Campeonato Africano de Andebol Masculino de 2018       | 27 de Janeiro de 2018 | 3 (2005, 2007, 2017) |
| Espanha            | Campeão do Campeonato Europeu de Andebol Masculino de 2018            | 28 de Janeiro de 2018 | 19 (1958, 1974, 1978, 1982, 1986, 1990, 1993, 1995, 1997, 1999, 2001, 2003, 2005, 2007, 2009, 2011, 2013, 2015, 2017)                         |
| Japão              | Wildcard                                                              | 9 de Maio de 2018     | 14 (1961, 1964, 1967, 1970, 1974, 1978, 1982, 1990, 1995, 1997, 2005, 2011, 2017)                                                             |
| Rússia             | Playoffs europeus                                                     | 12 de Junho de 2018   | 12 (1993, 1995, 1997, 1999, 2001, 2003, 2005, 2007, 2009, 2013, 2015, 2017)                                                                   |
| Noruega            | Playoffs europeus                                                     | 12 de Junho de 2018   | 14 (1958, 1961, 1964, 1967, 1970, 1993, 1997, 1999, 2001, 2005, 2007, 2009, 2011, 2017)                                                       |
| Macedônia do Norte | Playoffs europeus                                                     | 13 de Junho de 2018   | 5 (1999, 2009, 2013, 2015, 2017) |
| Hungria            | Playoffs europeus                                                     | 13 de Junho de 2018   | 19 (1958, 1964, 1967, 1970, 1974, 1978, 1982, 1986, 1990, 1993, 1995, 1997, 1999, 2003, 2007, 2009, 2011, 2013, 2017)                         |
| Suécia             | Playoffs europeus                                                     | 13 de Junho de 2018   | 23 (1938, 1954, 1958, 1961, 1964, 1967, 1970, 1974, 1978, 1982, 1986, 1990, 1993, 1995, 1997, 1999, 2001, 2003, 2005, 2009, 2011, 2015, 2017) |
| Áustria            | Playoffs europeus                                                     | 13 de Junho de 2018   | 5 (1938, 1958, 1993, 2011, 2015) |
| Islândia           | Playoffs europeus                                                     | 13 de Junho de 2018   | 19 (1958, 1961, 1964, 1970, 1974, 1978, 1986, 1990, 1993, 1995, 1997, 2001, 2003, 2005, 2007, 2011, 2013, 2015, 2017)                         |
| Croácia            | Playoffs europeus                                                     | 14 de Junho de 2018   | 12 (1995, 1997, 1999, 2001, 2003, 2005, 2007, 2009, 2011, 2013, 2015, 2017)                                                                   |
| Sérvia             | Playoffs europeus                                                     | 14 de Junho de 2018   | 3 ( 2009, 2011, 2013) |
| Brasil             | Finalista do Campeonato Pan-Americano de Handebol Masculino de 2018   | 23 de Junho de 2018   | 13 (1958, 1995, 1997, 1999, 2001, 2003, 2005, 2007, 2009, 2011, 2013, 2015, 2017)                                                             |
| Argentina          | Finalista do Campeonato Pan-Americano de Handebol Masculino de 2018   | 23 de Junho de 2018   | 11 (1997, 1999, 2001, 2003, 2005, 2007, 2009, 2011, 2013, 2015, 2017)                                                                         |
| Chile              | 3º colocado do Campeonato Pan-Americano de Handebol Masculino de 2018 | 24 de Junho de 2018   | 4 (2011, 2013, 2015, 2017) |
| Coreia             | Wildcard3                                                             | 10 de Outubro de 2018 | 0 (estreia) |

1 Negrito: indica o campeão do referido ano
2 Itálico: indica país sede do referido campeonato
3 As associações da Coreia do Norte e do Sul foram convidadas pela Federação Internacional de Handebol a entrar com uma equipa unificada no Campeonato. A Seleção Sul-Coreana de Handebol Masculino, que tem onze aparições no Campeonato Mundial (1986, 1990, 1993, 1995, 1997, 1999, 2001, 2007, 2009, 2011, 2013), originalmente estava qualificada como semifinalista do Campeonato Asiático de Handebol Masculino de 2018.

## Sorteio
O sorteio ocorreu em 25 de junho de 2018 em Copenhaga, capital da Dinamarca.

### Ranking
Os potes e o formato do sorteio foram anunciados em 22 de junho de 2018.
| Pote 1                                | Pote 2                               | Pote 3                                          | Pote 4                                  | Pote 5                           | Pote 6                                           |
| ------------------------------------- | ------------------------------------ | ----------------------------------------------- | --------------------------------------- | -------------------------------- | ------------------------------------------------ |
| França · Espanha · Suécia · Dinamarca | Croácia · Rússia · Noruega · Hungria | Catar · Alemanha · Áustria · Macedônia do Norte | Sérvia · Tunísia · Islândia · Argentina | Brasil · Egito · Bahrein · Chile | Coreia do Sul4 · Arábia Saudita · Angola · Japão |

4 Posteriormente substituído pela equipa unificada da Coreia

## Árbitros
Os pares de árbitros foram selecionados em 25 de outubro de 2018.
| Árbitros           | Árbitros                                  |
| ------------------ | ----------------------------------------- |
| Argentina          | Julian Grillo Sebastián Lenci             |
| Croácia            | Matija Gubica Boris Milošević             |
| Chéquia            | Václav Horáček Jiří Novotný               |
| Dinamarca          | Martin Gjeding Mads Hansen                |
| França             | Karim Gasmi Raouf Gasmi                   |
| Alemanha           | Robert Schulze Tobias Tönnies             |
| Irão               | Majid Kolahdouzan Alireza Mousaviannazhad |
| Macedônia do Norte | Gjorgji Nachevski Slave Nikolov           |

| Árbitros   | Árbitros                          |
| ---------- | --------------------------------- |
| Montenegro | Ivan Pavićević Miloš Ražnatović   |
| Noruega    | Håvard Kleven Lars Jørum          |
| Portugal   | Duarte Santos Ricardo Fonseca     |
| Eslovênia  | Bojan Lah David Sok               |
| Espanha    | Óscar López Ángel Ramírez         |
| Suécia     | Mirza Kurtagic Mattias Wetterwik  |
| Suíça      | Arthur Brunner Morad Salah        |
| Tunísia    | Ismail Boualloucha Ramzi Khenissi |

## Fase preliminar
O formato provisório foi confirmado em 28 de junho de 2018, cuja confirmação oficial ocorreu em 31 de outubro de 2018.
Observação: Todos as partidas estão no fuso horário local (UTC+1).
|  | Qualificadas para a Fase Principal da competição         |
|  | Disputam os jogos de classificação do 13° ao 24° lugares |

### Grupo A
| Pos | Equipe   | Pts | J | V | E | D | GP  | GC  | SG  |
| --- | -------- | --- | - | - | - | - | --- | --- | --- |
| 1   | França   | 9   | 5 | 4 | 1 | 0 | 138 | 113 | +25 |
| 2   | Alemanha | 8   | 5 | 3 | 2 | 0 | 142 | 110 | +32 |
| 3   | Brasil   | 6   | 5 | 3 | 0 | 2 | 127 | 129 | −2  |
| 4   | Rússia   | 4   | 5 | 1 | 2 | 2 | 131 | 127 | +4  |
| 5   | Sérvia   | 3   | 5 | 1 | 1 | 3 | 127 | 146 | −19 |
| 6   | Coreia   | 0   | 5 | 0 | 0 | 5 | 124 | 164 | −40 |

Critérios de desempate: 1) pontos; 2) confronto direto; 3) diferença de golos no confronto direto; 4) número de golos feitos no confronto direto; 5) diferença de golos.
| 10 de Janeiro de 2019 18:15 | Coreia          | 19–30     | Alemanha     | Mercedes-Benz Arena, Berlim Público: 13,500 Árbitros: Gjeding, Hansen |
| 10 de Janeiro de 2019 18:15 | Jang, Kang T. 4 | (10–17)   | Gensheimer 7 | Mercedes-Benz Arena, Berlim Público: 13,500 Árbitros: Gjeding, Hansen |
| 10 de Janeiro de 2019 18:15 | 5× 1×           | Relatório | 6× 1×        | Mercedes-Benz Arena, Berlim Público: 13,500 Árbitros: Gjeding, Hansen |

| 11 de Janeiro de 2019 18:00 | Sérvia    | 30–30     | Rússia     | Mercedes-Benz Arena, Berlim Público: 10,468 Árbitros: Kleven, Jørum |
| 11 de Janeiro de 2019 18:00 | N. Ilić 6 | (16–16)   | Dibirov 12 | Mercedes-Benz Arena, Berlim Público: 10,468 Árbitros: Kleven, Jørum |
| 11 de Janeiro de 2019 18:00 | 5× 2×     | Relatório | 4× 1×      | Mercedes-Benz Arena, Berlim Público: 10,468 Árbitros: Kleven, Jørum |

| 11 de Janeiro de 2019 20:30 | Brasil   | 22–24     | França        | Mercedes-Benz Arena, Berlim Público: 10,529 Árbitros: Kurtagic, Wetterwik |
| 11 de Janeiro de 2019 20:30 | Toledo 8 | (13–16)   | Guigou, Mem 6 | Mercedes-Benz Arena, Berlim Público: 10,529 Árbitros: Kurtagic, Wetterwik |
| 11 de Janeiro de 2019 20:30 | 5× 2×    | Relatório | 4× 2×         | Mercedes-Benz Arena, Berlim Público: 10,529 Árbitros: Kurtagic, Wetterwik |

| 12 de Janeiro de 2019 15:30 | Rússia       | 34–27     | Coreia             | Mercedes-Benz Arena, Berlim Público: 10,039 Árbitros: Pavićević, Ražnatović |
| 12 de Janeiro de 2019 15:30 | Shishkarev 7 | (20–13)   | Kang J., Park K. 4 | Mercedes-Benz Arena, Berlim Público: 10,039 Árbitros: Pavićević, Ražnatović |
| 12 de Janeiro de 2019 15:30 | 8× 2× 1×     | Relatório | 2× 1×              | Mercedes-Benz Arena, Berlim Público: 10,039 Árbitros: Pavićević, Ražnatović |

| 12 de Janeiro de 2019 18:15 | Alemanha      | 34–21     | Brasil   | Mercedes-Benz Arena, Berlim Público: 13,500 Árbitros: Kleven, Jørum |
| 12 de Janeiro de 2019 18:15 | Gensheimer 10 | (15–8)    | Toledo 5 | Mercedes-Benz Arena, Berlim Público: 13,500 Árbitros: Kleven, Jørum |
| 12 de Janeiro de 2019 18:15 | 4× 2×         | Relatório | 6× 2× 1× | Mercedes-Benz Arena, Berlim Público: 13,500 Árbitros: Kleven, Jørum |

| 12 de Janeiro de 2019 20:30 | França             | 32–21     | Sérvia        | Mercedes-Benz Arena, Berlim Público: 13,500 Árbitros: Gjeding, Hansen |
| 12 de Janeiro de 2019 20:30 | Fabregas, Remili 5 | (15–12)   | Radivojević 6 | Mercedes-Benz Arena, Berlim Público: 13,500 Árbitros: Gjeding, Hansen |
| 12 de Janeiro de 2019 20:30 | 2×                 | Relatório | 4× 2×         | Mercedes-Benz Arena, Berlim Público: 13,500 Árbitros: Gjeding, Hansen |

| 14 de Janeiro de 2019 15:30 | Sérvia    | 22–24 | Brasil | Mercedes-Benz Arena, Berlim Árbitros: Gjeing, Hansen |
| 14 de Janeiro de 2019 15:30 | (11–14)   |       |        | Mercedes-Benz Arena, Berlim Árbitros: Gjeing, Hansen |
| 14 de Janeiro de 2019 15:30 | Relatório |       |        | Mercedes-Benz Arena, Berlim Árbitros: Gjeing, Hansen |

| 14 de Janeiro de 2019 18:00 | Rússia    | 22–22 | Alemanha | Mercedes-Benz Arena, Berlim Árbitros: Kurtagic, Wetterwik |
| 14 de Janeiro de 2019 18:00 | (10–12)   |       |          | Mercedes-Benz Arena, Berlim Árbitros: Kurtagic, Wetterwik |
| 14 de Janeiro de 2019 18:00 | Relatório |       |          | Mercedes-Benz Arena, Berlim Árbitros: Kurtagic, Wetterwik |

| 14 de Janeiro de 2019 20:30 | França    | 34–23 | Coreia | Mercedes-Benz Arena, Berlim Árbitros: Pavićević, Ražnatović |
| 14 de Janeiro de 2019 20:30 | (17–16)   |       |        | Mercedes-Benz Arena, Berlim Árbitros: Pavićević, Ražnatović |
| 14 de Janeiro de 2019 20:30 | Relatório |       |        | Mercedes-Benz Arena, Berlim Árbitros: Pavićević, Ražnatović |

| 15 de Janeiro de 2019 15:30 | Rússia    | 23–25 | Brasil | Mercedes-Benz Arena, Berlim Árbitros: Pavíćevic, Ražnatović |
| 15 de Janeiro de 2019 15:30 | (10–15)   |       |        | Mercedes-Benz Arena, Berlim Árbitros: Pavíćevic, Ražnatović |
| 15 de Janeiro de 2019 15:30 | Relatório |       |        | Mercedes-Benz Arena, Berlim Árbitros: Pavíćevic, Ražnatović |

| 15 de Janeiro de 2019 18:00 | Coreia    | 29–31 | Sérvia M | Mercedes-Benz Arena, Berlim Árbitros: Kurtagic, Wetterwik |
| 15 de Janeiro de 2019 18:00 | (16–14)   |       |          | Mercedes-Benz Arena, Berlim Árbitros: Kurtagic, Wetterwik |
| 15 de Janeiro de 2019 18:00 | Relatório |       |          | Mercedes-Benz Arena, Berlim Árbitros: Kurtagic, Wetterwik |

| 15 de Janeiro de 2019 20:30 | Alemanha  | 25–25 | França | Mercedes-Benz Arena, Berlim Árbitros: Gjeding, Hansen |
| 15 de Janeiro de 2019 20:30 | (12–10)   |       |        | Mercedes-Benz Arena, Berlim Árbitros: Gjeding, Hansen |
| 15 de Janeiro de 2019 20:30 | Relatório |       |        | Mercedes-Benz Arena, Berlim Árbitros: Gjeding, Hansen |

| 17 de Janeiro de 2019 15:30 | Brasil    | 32–26 | Coreia | Mercedes-Benz Arena, Berlim Árbitros: Jørum, Kleven |
| 17 de Janeiro de 2019 15:30 | (18–10)   |       |        | Mercedes-Benz Arena, Berlim Árbitros: Jørum, Kleven |
| 17 de Janeiro de 2019 15:30 | Relatório |       |        | Mercedes-Benz Arena, Berlim Árbitros: Jørum, Kleven |

| 17 de Janeiro de 2019 18:00 | Alemanha  | 31–23 | Sérvia | Mercedes-Benz Arena, Berlim Árbitros: Pavićević, Ražnatović |
| 17 de Janeiro de 2019 18:00 | (16–12)   |       |        | Mercedes-Benz Arena, Berlim Árbitros: Pavićević, Ražnatović |
| 17 de Janeiro de 2019 18:00 | Relatório |       |        | Mercedes-Benz Arena, Berlim Árbitros: Pavićević, Ražnatović |

| 17 de Janeiro de 2019 20:30 | França    | 23–22 | Rússia | Mercedes-Benz Arena, Berlim |
| 17 de Janeiro de 2019 20:30 | (12–12)   |       |        | Mercedes-Benz Arena, Berlim |
| 17 de Janeiro de 2019 20:30 | Relatório |       |        | Mercedes-Benz Arena, Berlim |

### Grupo B
| Pos | Equipe             | Pts | J | V | E | D | GP  | GC  | SG  |
| --- | ------------------ | --- | - | - | - | - | --- | --- | --- |
| 1   | Croácia            | 10  | 5 | 5 | 0 | 0 | 152 | 115 | +37 |
| 2   | Espanha            | 8   | 5 | 4 | 0 | 1 | 142 | 114 | +28 |
| 3   | Islândia           | 6   | 5 | 3 | 0 | 2 | 132 | 124 | +8  |
| 4   | Macedônia do Norte | 4   | 5 | 2 | 0 | 3 | 131 | 139 | −8  |
| 5   | Bahrein            | 2   | 5 | 1 | 0 | 4 | 107 | 151 | −44 |
| 6   | Japão              | 0   | 5 | 0 | 0 | 5 | 121 | 147 | −26 |

Critérios de desempate: 1) pontos; 2) confronto direto; 3) diferença de golos no confronto direto; 4) número de golos feitos no confronto direto; 5) diferença de golos.
| 11 de Janeiro de 2019 15:30 | Japão      | 29–38     | Macedônia do Norte | Olympiahalle, Munique Público: 7,500 Árbitros: Horáček, Novotný |
| 11 de Janeiro de 2019 15:30 | Watanabe 5 | (13–18)   | K. Lazarov 8       | Olympiahalle, Munique Público: 7,500 Árbitros: Horáček, Novotný |
| 11 de Janeiro de 2019 15:30 | 3×         | Relatório | 4× 1×              | Olympiahalle, Munique Público: 7,500 Árbitros: Horáček, Novotný |

| 11 de Janeiro de 2019 18:00 | Islândia     | 27–31     | Croácia     | Olympiahalle, Munique Público: 12,000 Árbitros: Boualloucha, Khenissi |
| 11 de Janeiro de 2019 18:00 | Pálmarsson 7 | (14–16)   | Stepančić 8 | Olympiahalle, Munique Público: 12,000 Árbitros: Boualloucha, Khenissi |
| 11 de Janeiro de 2019 18:00 | 5× 2×        | Relatório | 2× 3×       | Olympiahalle, Munique Público: 12,000 Árbitros: Boualloucha, Khenissi |

| 11 de Janeiro de 2019 20:30 | Bahrein            | 23–33     | Espanha | Olympiahalle, Munique Público: 9,800 Árbitros: Grillo, Lenci |
| 11 de Janeiro de 2019 20:30 | Al-Sayyad, Habib 7 | (11–16)   | Solé 7  | Olympiahalle, Munique Público: 9,800 Árbitros: Grillo, Lenci |
| 11 de Janeiro de 2019 20:30 | 6× 2×              | Relatório | 4× 2×   | Olympiahalle, Munique Público: 9,800 Árbitros: Grillo, Lenci |

| 13 de Janeiro de 2019 14:00 | Macedônia do Norte | 28–23 | Bahrein | Olympiahalle, Munique Árbitros: Boualloucha, Khennisen |
| 13 de Janeiro de 2019 14:00 | (12–8)             |       |         | Olympiahalle, Munique Árbitros: Boualloucha, Khennisen |
| 13 de Janeiro de 2019 14:00 | Relatório          |       |         | Olympiahalle, Munique Árbitros: Boualloucha, Khennisen |

| 13 de Janeiro de 2019 16:30 | Croácia   | 35–27 | Japão | Olympiahalle, Munique Árbitros: Brunner, Salah |
| 13 de Janeiro de 2019 16:30 | (18–13)   |       |       | Olympiahalle, Munique Árbitros: Brunner, Salah |
| 13 de Janeiro de 2019 16:30 | Relatório |       |       | Olympiahalle, Munique Árbitros: Brunner, Salah |

| 13 de Janeiro de 2019 19:00 | Espanha   | 32–25 | Islândia | Olympiahalle, Munique Árbitros: Horáček, Novothý |
| 13 de Janeiro de 2019 19:00 | (19–14)   |       |          | Olympiahalle, Munique Árbitros: Horáček, Novothý |
| 13 de Janeiro de 2019 19:00 | Relatório |       |          | Olympiahalle, Munique Árbitros: Horáček, Novothý |

| 14 de Janeiro de 2019 15:30 | Islândia  | 36–18 | Bahrein | Olympiahalle, Munique Árbitros: Brunner, Salah |
| 14 de Janeiro de 2019 15:30 | (16–10)   |       |         | Olympiahalle, Munique Árbitros: Brunner, Salah |
| 14 de Janeiro de 2019 15:30 | Relatório |       |         | Olympiahalle, Munique Árbitros: Brunner, Salah |

| 14 de Janeiro de 2019 18:00 | Croácia   | 31–22 | Macedônia do Norte | Olympiahalle, Munique Árbitros: Horáček, Novtný |
| 14 de Janeiro de 2019 18:00 | (26–22)   |       |                    | Olympiahalle, Munique Árbitros: Horáček, Novtný |
| 14 de Janeiro de 2019 18:00 | Relatório |       |                    | Olympiahalle, Munique Árbitros: Horáček, Novtný |

| 14 de Janeiro de 2019 20:30 | Espanha   | 26–22 | Japão | Olympiahalle, Munique Árbitros: Grillo, Lenci |
| 14 de Janeiro de 2019 20:30 | (10–11)   |       |       | Olympiahalle, Munique Árbitros: Grillo, Lenci |
| 14 de Janeiro de 2019 20:30 | Relatório |       |       | Olympiahalle, Munique Árbitros: Grillo, Lenci |

| 16 de Janeiro de 2019 15:30 | Japão     | 21–25 | Islândia | Olympiahalle, Munique Árbitros: Boualloucha, Khenissi |
| 16 de Janeiro de 2019 15:30 | (12–13)   |       |          | Olympiahalle, Munique Árbitros: Boualloucha, Khenissi |
| 16 de Janeiro de 2019 15:30 | Relatório |       |          | Olympiahalle, Munique Árbitros: Boualloucha, Khenissi |

| 16 de Janeiro de 2019 18:00 | Croácia   | 32–20 | Bahrein | Olympiahalle, Munique Árbitros: Grillo, Lenci |
| 16 de Janeiro de 2019 18:00 | (19–9)    |       |         | Olympiahalle, Munique Árbitros: Grillo, Lenci |
| 16 de Janeiro de 2019 18:00 | Relatório |       |         | Olympiahalle, Munique Árbitros: Grillo, Lenci |

| 16 de Janeiro de 2019 20:30 | Macedônia do Norte | 21–32 | Espanha | Olympiahalle, Munique Árbitros: Brunner, Salah |
| 16 de Janeiro de 2019 20:30 | (12–13)            |       |         | Olympiahalle, Munique Árbitros: Brunner, Salah |
| 16 de Janeiro de 2019 20:30 | Relatório          |       |         | Olympiahalle, Munique Árbitros: Brunner, Salah |

| 17 de Janeiro de 2019 15:30 | Bahrein   | 23–22 | Japão | Olympiahalle, Munique Árbitros: Brunner, Salah |
| 17 de Janeiro de 2019 15:30 | (10–9)    |       |       | Olympiahalle, Munique Árbitros: Brunner, Salah |
| 17 de Janeiro de 2019 15:30 | Relatório |       |       | Olympiahalle, Munique Árbitros: Brunner, Salah |

| 17 de Janeiro de 2019 18:00 | Macedônia do Norte | 22–24 | Islândia | Olympiahalle, Munique Árbitros: Kurtagic, Wetterwik |
| 17 de Janeiro de 2019 18:00 | (13–11)            |       |          | Olympiahalle, Munique Árbitros: Kurtagic, Wetterwik |
| 17 de Janeiro de 2019 18:00 | Relatório          |       |          | Olympiahalle, Munique Árbitros: Kurtagic, Wetterwik |

| 17 de Janeiro de 2019 20:30 | Espanha   | 19–23 | Croácia | Olympiahalle, Munique |
| 17 de Janeiro de 2019 20:30 | (10–13)   |       |         | Olympiahalle, Munique |
| 17 de Janeiro de 2019 20:30 | Relatório |       |         | Olympiahalle, Munique |

### Grupo C
| Pos | Equipe         | Pts | J | V | E | D | GP  | GC  | SG  |
| --- | -------------- | --- | - | - | - | - | --- | --- | --- |
| 1   | Dinamarca      | 10  | 5 | 5 | 0 | 0 | 167 | 103 | +64 |
| 2   | Noruega        | 8   | 5 | 4 | 0 | 1 | 175 | 119 | +56 |
| 3   | Tunísia        | 6   | 5 | 3 | 0 | 2 | 138 | 147 | −9  |
| 4   | Chile          | 4   | 5 | 2 | 0 | 3 | 130 | 167 | −37 |
| 5   | Áustria        | 2   | 5 | 1 | 0 | 4 | 121 | 148 | −27 |
| 6   | Arábia Saudita | 0   | 5 | 0 | 0 | 5 | 112 | 159 | −47 |

Critérios de desempate: 1) pontos; 2) confronto direto; 3) diferença de golos no confronto direto; 4) número de golos feitos no confronto direto; 5) diferença de golos.
| 10 de Janeiro de 2019 20:15 | Chile     | 16–39     | Dinamarca   | Royal Arena, Copenhaga Público: 12,500 Árbitros: Santos, Fonseca |
| 10 de Janeiro de 2019 20:15 | Salinas 4 | (4–22)    | Mortensen 8 | Royal Arena, Copenhaga Público: 12,500 Árbitros: Santos, Fonseca |
| 10 de Janeiro de 2019 20:15 | 5×        | Relatório | 5× 2×       | Royal Arena, Copenhaga Público: 12,500 Árbitros: Santos, Fonseca |

| 11 de Janeiro de 2019 18:00 | Arábia Saudita | 22–29     | Áustria | Jyske Bank Boxen, Herning Público: 6,500 Árbitros: Schulze, Tönnies |
| 11 de Janeiro de 2019 18:00 | Ma. Al-Salem 7 | (9–15)    | Bilyk 7 | Jyske Bank Boxen, Herning Público: 6,500 Árbitros: Schulze, Tönnies |
| 11 de Janeiro de 2019 18:00 | 6× 2× 1×       | Relatório | 5× 2×   | Jyske Bank Boxen, Herning Público: 6,500 Árbitros: Schulze, Tönnies |

| 11 de Janeiro de 2019 20:30 | Tunísia    | 24–34     | Noruega  | Jyske Bank Boxen, Herning Público: 6,500 Árbitros: Gubica, Milošević |
| 11 de Janeiro de 2019 20:30 | Jaballah 5 | (13–18)   | Jøndal 9 | Jyske Bank Boxen, Herning Público: 6,500 Árbitros: Gubica, Milošević |
| 11 de Janeiro de 2019 20:30 | 5× 2×      | Relatório | 5× 1×    | Jyske Bank Boxen, Herning Público: 6,500 Árbitros: Gubica, Milošević |

| 12 de Janeiro de 2019 15:00 | Áustria | 24–32     | Chile            | Jyske Bank Boxen, Herning Público: 5,900 Árbitros: Gasmi, Gasmi |
| 12 de Janeiro de 2019 15:00 | Weber 6 | (15–14)   | Er. Feuchtmann 9 | Jyske Bank Boxen, Herning Público: 5,900 Árbitros: Gasmi, Gasmi |
| 12 de Janeiro de 2019 15:00 | 6× 2×   | Relatório | 5× 1×            | Jyske Bank Boxen, Herning Público: 5,900 Árbitros: Gasmi, Gasmi |

| 12 de Janeiro de 2019 17:30 | Noruega | 40–21     | Arábia Saudita | Jyske Bank Boxen, Herning Público: 12,002 Árbitros: Schulze, Tönnies |
| 12 de Janeiro de 2019 17:30 | Rød 9   | (20–10)   | Ma. Al-Salem 7 | Jyske Bank Boxen, Herning Público: 12,002 Árbitros: Schulze, Tönnies |
| 12 de Janeiro de 2019 17:30 | 3×      | Relatório | 2× 1×          | Jyske Bank Boxen, Herning Público: 12,002 Árbitros: Schulze, Tönnies |

| 12 de Janeiro de 2019 20:15 | Dinamarca            | 36–22     | Tunísia    | Jyske Bank Boxen, Herning Público: 15,000 Árbitros: Lah, Sok |
| 12 de Janeiro de 2019 20:15 | M. Hansen, Schmidt 7 | (19–10)   | Chouiref 5 | Jyske Bank Boxen, Herning Público: 15,000 Árbitros: Lah, Sok |
| 12 de Janeiro de 2019 20:15 | 7× 3×                | Relatório | 2×         | Jyske Bank Boxen, Herning Público: 15,000 Árbitros: Lah, Sok |

| 14 de Janeiro de 2019 15:00 | Tunísia   | 36–30 | Chile | Jyske Bank Boxen, Herning Árbitros: Gubica, Milošević |
| 14 de Janeiro de 2019 15:00 | (18–15)   |       |       | Jyske Bank Boxen, Herning Árbitros: Gubica, Milošević |
| 14 de Janeiro de 2019 15:00 | Relatório |       |       | Jyske Bank Boxen, Herning Árbitros: Gubica, Milošević |

| 14 de Janeiro de 2019 17:30 | Noruega   | 34–24 | Áustria | Jyske Bank Boxen, Herning Árbitros: Lah, sok |
| 14 de Janeiro de 2019 17:30 | (16–13)   |       |         | Jyske Bank Boxen, Herning Árbitros: Lah, sok |
| 14 de Janeiro de 2019 17:30 | Relatório |       |         | Jyske Bank Boxen, Herning Árbitros: Lah, sok |

| 14 de Janeiro de 2019 20:15 | Dinamarca | 34–22 | Arábia Saudita | Jyske Bank Boxen, Herning Árbitros: Gasmi, Gasmi |
| 14 de Janeiro de 2019 20:15 | (17–11)   |       |                | Jyske Bank Boxen, Herning Árbitros: Gasmi, Gasmi |
| 14 de Janeiro de 2019 20:15 | Relatório |       |                | Jyske Bank Boxen, Herning Árbitros: Gasmi, Gasmi |

| 15 de Janeiro de 2019 16:15 | Arábia Saudita | 20–24 | Tunísia | Jyske Bank Boxen, Herning Árbitros: Lah, Sok |
| 15 de Janeiro de 2019 16:15 | (8–12)         |       |         | Jyske Bank Boxen, Herning Árbitros: Lah, Sok |
| 15 de Janeiro de 2019 16:15 | Relatório      |       |         | Jyske Bank Boxen, Herning Árbitros: Lah, Sok |

| 15 de Janeiro de 2019 18:30 | Noruega   | 41–20 | Chile | Jyske Bank Boxen, Herning Árbitros: Gasmi, Gasmi |
| 15 de Janeiro de 2019 18:30 | (21–12)   |       |       | Jyske Bank Boxen, Herning Árbitros: Gasmi, Gasmi |
| 15 de Janeiro de 2019 18:30 | Relatório |       |       | Jyske Bank Boxen, Herning Árbitros: Gasmi, Gasmi |

| 15 de Janeiro de 2019 20:45 | Áustria   | 17–28 | Dinamarca | Jyske Bank Boxen, Herning Árbitros: Schulze, Tönnies |
| 15 de Janeiro de 2019 20:45 | (8–11)    |       |           | Jyske Bank Boxen, Herning Árbitros: Schulze, Tönnies |
| 15 de Janeiro de 2019 20:45 | Relatório |       |           | Jyske Bank Boxen, Herning Árbitros: Schulze, Tönnies |

| 17 de Janeiro de 2019 15:00 | Chile     | 32–27 | Arábia Saudita | Jyske Bank Boxen, Herning Árbitros: Gubica, Miloševič |
| 17 de Janeiro de 2019 15:00 | (21–13)   |       |                | Jyske Bank Boxen, Herning Árbitros: Gubica, Miloševič |
| 17 de Janeiro de 2019 15:00 | Relatório |       |                | Jyske Bank Boxen, Herning Árbitros: Gubica, Miloševič |

| 17 de Janeiro de 2019 17:30 | Áustria   | 27–32 | Tunísia | Jyske Bank Boxen, Herning |
| 17 de Janeiro de 2019 17:30 | (14–18)   |       |         | Jyske Bank Boxen, Herning |
| 17 de Janeiro de 2019 17:30 | Relatório |       |         | Jyske Bank Boxen, Herning |

| 17 de Janeiro de 2019 20:15 | Dinamarca | 30–26 | Noruega | Jyske Bank Boxen, Herning |
| 17 de Janeiro de 2019 20:15 | (17–14)   |       |         | Jyske Bank Boxen, Herning |
| 17 de Janeiro de 2019 20:15 | Relatório |       |         | Jyske Bank Boxen, Herning |

### Grupo D
| Pos | Equipe    | Pts | J | V | E | D | GP  | GC  | SG  |
| --- | --------- | --- | - | - | - | - | --- | --- | --- |
| 1   | Suécia    | 10  | 5 | 5 | 0 | 0 | 151 | 111 | +40 |
| 2   | Hungria   | 6   | 5 | 2 | 2 | 1 | 151 | 138 | +13 |
| 3   | Egito     | 5   | 5 | 2 | 1 | 2 | 132 | 133 | −1  |
| 4   | Catar     | 4   | 5 | 2 | 0 | 3 | 125 | 127 | −2  |
| 5   | Argentina | 3   | 5 | 1 | 1 | 3 | 119 | 130 | −11 |
| 6   | Angola    | 2   | 5 | 1 | 0 | 4 | 121 | 160 | −39 |

Critérios de desempate: 1) pontos; 2) confronto direto; 3) diferença de golos no confronto direto; 4) número de golos feitos no confronto direto; 5) diferença de golos.
| 11 de Janeiro de 2019 15:30 | Angola | 24–23     | Catar       | Royal Arena, Copenhaga Público: 1,870 Árbitros: Santos, Fonseca |
| 11 de Janeiro de 2019 15:30 | Hebo 7 | (12–8)    | Berrached 6 | Royal Arena, Copenhaga Público: 1,870 Árbitros: Santos, Fonseca |
| 11 de Janeiro de 2019 15:30 | 6× 2×  | Relatório | 4× 2×       | Royal Arena, Copenhaga Público: 1,870 Árbitros: Santos, Fonseca |

| 11 de Janeiro de 2019 18:00 | Argentina | 25–25     | Hungria   | Royal Arena, Copenhaga Público: 4,272 Árbitros: López, Ramírez |
| 11 de Janeiro de 2019 18:00 | Simonet 6 | (10–13)   | Balogh 11 | Royal Arena, Copenhaga Público: 4,272 Árbitros: López, Ramírez |
| 11 de Janeiro de 2019 18:00 | 4× 3×     | Relatório | 3× 2×     | Royal Arena, Copenhaga Público: 4,272 Árbitros: López, Ramírez |

| 11 de Janeiro de 2019 20:30 | Egito              | 24–27     | Suécia                  | Royal Arena, Copenhaga Público: 6,448 Árbitros: Nachevski, Nikolov |
| 11 de Janeiro de 2019 20:30 | El-Ahmar, Shebib 5 | (11–13)   | Gottfridsson, Nilsson 5 | Royal Arena, Copenhaga Público: 6,448 Árbitros: Nachevski, Nikolov |
| 11 de Janeiro de 2019 20:30 | 1× 3×              | Relatório | 4× 2×                   | Royal Arena, Copenhaga Público: 6,448 Árbitros: Nachevski, Nikolov |

| 13 de Janeiro de 2019 15:30 | Catar     | 28–23 | Egito | Royal Arena, Copenhaga Público: 3,077 Árbitros: López, Ramírez |
| 13 de Janeiro de 2019 15:30 | (15–12)   |       |       | Royal Arena, Copenhaga Público: 3,077 Árbitros: López, Ramírez |
| 13 de Janeiro de 2019 15:30 | Relatório |       |       | Royal Arena, Copenhaga Público: 3,077 Árbitros: López, Ramírez |

| 13 de Janeiro de 2019 18:00 | Hungria   | 34–24 | Angola | Royal Arena, Copenhaga Árbitros: Kolahdouzan, Mousavviannazhad |
| 13 de Janeiro de 2019 18:00 | Relatório |       |        | Royal Arena, Copenhaga Árbitros: Kolahdouzan, Mousavviannazhad |
| 13 de Janeiro de 2019 18:00 |           |       |        | Royal Arena, Copenhaga Árbitros: Kolahdouzan, Mousavviannazhad |

| 13 de Janeiro de 2019 20:30 | Suécia    | 31–16 | Argentina | Royal Arena, Copenhaga Árbitros: Santos, Fonseca |
| 13 de Janeiro de 2019 20:30 | (15–10)   |       |           | Royal Arena, Copenhaga Árbitros: Santos, Fonseca |
| 13 de Janeiro de 2019 20:30 | Relatório |       |           | Royal Arena, Copenhaga Árbitros: Santos, Fonseca |

| 14 de Janeiro de 2019 15:30 | Hungria   | 32–26 | Catar | Royal Arena, Copenhaga Árbitros: Nachevski, Nikolov |
| 14 de Janeiro de 2019 15:30 | (16–11)   |       |       | Royal Arena, Copenhaga Árbitros: Nachevski, Nikolov |
| 14 de Janeiro de 2019 15:30 | Relatório |       |       | Royal Arena, Copenhaga Árbitros: Nachevski, Nikolov |

| 14 de Janeiro de 2019 18:00 | Argentina | 20–22 | Egito | Royal Arena, Copenhaga Árbitros: López, Ramírez |
| 14 de Janeiro de 2019 18:00 | (9–8)     |       |       | Royal Arena, Copenhaga Árbitros: López, Ramírez |
| 14 de Janeiro de 2019 18:00 | Relatório |       |       | Royal Arena, Copenhaga Árbitros: López, Ramírez |

| 14 de Janeiro de 2019 20:30 | Suécia    | 37–19 | Angola | Royal Arena, Copenhaga Árbitros: Kolahdouzan, |
| 14 de Janeiro de 2019 20:30 | (19–14)   |       |        | Royal Arena, Copenhaga Árbitros: Kolahdouzan, |
| 14 de Janeiro de 2019 20:30 | Relatório |       |        | Royal Arena, Copenhaga Árbitros: Kolahdouzan, |

| 16 de Janeiro de 2019 15:30 | Angola    | 26–33 | Argentina | Royal Arena, Copenhaga Árbitros: Nachevski, Nikolov |
| 16 de Janeiro de 2019 15:30 | (12–17)   |       |           | Royal Arena, Copenhaga Árbitros: Nachevski, Nikolov |
| 16 de Janeiro de 2019 15:30 | Relatório |       |           | Royal Arena, Copenhaga Árbitros: Nachevski, Nikolov |

| 16 de Janeiro de 2019 18:00 | Hungria   | 30–30 | Egito | Royal Arena, Copenhaga Árbitros: Fonseca, Santos |
| 16 de Janeiro de 2019 18:00 | (14–14)   |       |       | Royal Arena, Copenhaga Árbitros: Fonseca, Santos |
| 16 de Janeiro de 2019 18:00 | Relatório |       |       | Royal Arena, Copenhaga Árbitros: Fonseca, Santos |

| 16 de Janeiro de 2019 20:30 | Catar     | 22–23 | Suécia | Royal Arena, Copenhaga Árbitros: Schulze, Tönnies |
| 16 de Janeiro de 2019 20:30 | (11–10)   |       |        | Royal Arena, Copenhaga Árbitros: Schulze, Tönnies |
| 16 de Janeiro de 2019 20:30 | Relatório |       |        | Royal Arena, Copenhaga Árbitros: Schulze, Tönnies |

| 17 de Janeiro de 2019 15:30 | Egito     | 33–28 | Angola | Royal Arena, Copenhaga Árbitros: Kolahdouzan, Mousaviannazhad |
| 17 de Janeiro de 2019 15:30 | (19–12)   |       |        | Royal Arena, Copenhaga Árbitros: Kolahdouzan, Mousaviannazhad |
| 17 de Janeiro de 2019 15:30 | Relatório |       |        | Royal Arena, Copenhaga Árbitros: Kolahdouzan, Mousaviannazhad |

| 17 de Janeiro de 2019 18:00 | Catar     | 26–25 | Argentina | Royal Arena, Copenhaga Árbitros: Lah, Sok |
| 17 de Janeiro de 2019 18:00 | (16–13)   |       |           | Royal Arena, Copenhaga Árbitros: Lah, Sok |
| 17 de Janeiro de 2019 18:00 | Relatório |       |           | Royal Arena, Copenhaga Árbitros: Lah, Sok |

| 17 de Janeiro de 2019 20:30 | Suécia    | 33–30 | Hungria | Royal Arena, Copenhaga Árbitros: López, Ramírez |
| 17 de Janeiro de 2019 20:30 | (16–15)   |       |         | Royal Arena, Copenhaga Árbitros: López, Ramírez |
| 17 de Janeiro de 2019 20:30 | Relatório |       |         | Royal Arena, Copenhaga Árbitros: López, Ramírez |

## Copa do Presidente

### Playoffs para determinar as posições 21º–24º
|  | Semi-finais do 21º–24º lugares | Semi-finais do 21º–24º lugares |               |    | 21º lugar | 21º lugar |
|  |                                |                                |               |    |           |           |
|  | 19 de Janeiro                  |                                |               |    |           |           |
|  |                                |                                |               |    |           |           |
|  | Coreia                         | 27                             |               |    |           |           |
|  | Coreia                         | 27                             | 20 de Janeiro |    |           |           |
|  | Japão                          | 25                             |               |    |           |           |
|  | Japão                          | 25                             | Coreia        | 26 |           |           |
|  | 19 de Janeiro                  |                                | Coreia        | 26 |           |           |
|  |                                | Arábia Saudita                 | 27            |    |           |           |
|  | Arábia Saudita                 | Arábia Saudita                 | 27            | 34 |           |           |
|  | Arábia Saudita                 |                                |               | 34 |           |           |
|  | Angola                         | 29                             |               |    |           |           |
|  | Angola                         | 29                             | 23º lugar     |    |           |           |
|  |                                |                                |               |    |           |           |
|  | 20 de Janeiro                  |                                |               |    |           |           |
|  |                                |                                |               |    |           |           |
|  | Japão                          | 29                             |               |    |           |           |
|  | Japão                          | 29                             |               |    |           |           |
|  | Angola                         | 32                             |               |    |           |           |

#### Semi-finais do 21º–24º lugares
| 19 de Janeiro de 2019 13:00 | Coreia    | 27–25 | Japão | Royal Arena, Copenhaga Árbitros: Gubica, Milošević |
| 19 de Janeiro de 2019 13:00 | (12–14)   |       |       | Royal Arena, Copenhaga Árbitros: Gubica, Milošević |
| 19 de Janeiro de 2019 13:00 | Relatório |       |       | Royal Arena, Copenhaga Árbitros: Gubica, Milošević |

| 19 de Janeiro de 2019 15:30 | Arábia Saudita | 34–29 | Angola | Royal Arena, Copenhaga Árbitros: Kolahdouzan, Mousavian |
| 19 de Janeiro de 2019 15:30 | (12–14)        |       |        | Royal Arena, Copenhaga Árbitros: Kolahdouzan, Mousavian |
| 19 de Janeiro de 2019 15:30 | Relatório      |       |        | Royal Arena, Copenhaga Árbitros: Kolahdouzan, Mousavian |

#### Decisão do 23º lugar
| 20 de Janeiro de 2019 13:00 | Japão     | 29–32 | Angola | Royal Arena, Copenhaga Árbitros: Gasmi, Gasmi |
| 20 de Janeiro de 2019 13:00 | Relatório |       |        | Royal Arena, Copenhaga Árbitros: Gasmi, Gasmi |
| 20 de Janeiro de 2019 13:00 |           |       |        | Royal Arena, Copenhaga Árbitros: Gasmi, Gasmi |

#### Decisão do 21º lugar
| 20 de Janeiro de 2019 15:30 | Coreia    | 26–27 | Arábia Saudita | Royal Arena, Copenhaga Árbitros: Grillo, Lenci |
| 20 de Janeiro de 2019 15:30 | Relatório |       |                | Royal Arena, Copenhaga Árbitros: Grillo, Lenci |
| 20 de Janeiro de 2019 15:30 |           |       |                | Royal Arena, Copenhaga Árbitros: Grillo, Lenci |

### Semi-finais do 17º–20º lugares
|  | Semi-finais do 17º–20º lugares | Semi-finais do 17º–20º lugares |                |    | Decisão do 17º | Decisão do 17º |
|  |                                |                                |                |    |                |                |
|  | 19 de Janeiro                  |                                |                |    |                |                |
|  |                                |                                |                |    |                |                |
|  | Sérvia                         | 32                             |                |    |                |                |
|  | Sérvia                         | 32                             | 20 de Janeiro  |    |                |                |
|  | Bahrein                        | 27                             |                |    |                |                |
|  | Bahrein                        | 27                             | Sérvia         | 28 |                |                |
|  | 19 de Janeiro                  |                                | Sérvia         | 28 |                |                |
|  |                                | Argentina                      | 30             |    |                |                |
|  | Áustria                        | Argentina                      | 30             | 22 |                |                |
|  | Áustria                        |                                |                | 22 |                |                |
|  | Argentina                      | 24                             |                |    |                |                |
|  | Argentina                      | 24                             | Decisão do 19º |    |                |                |
|  |                                |                                |                |    |                |                |
|  | 20 de Janeiro                  |                                |                |    |                |                |
|  |                                |                                |                |    |                |                |
|  | Bahrein                        | 27                             |                |    |                |                |
|  | Bahrein                        | 27                             |                |    |                |                |
|  | Áustria                        | 29                             |                |    |                |                |

#### Semi-finais do 17º–20º lugares
| 19 de Janeiro de 2019 18:00 | Sérvia    | 32–27 | Bahrein | Royal Arena, Copenhaga Árbitros: Gasmi, Gasmi |
| 19 de Janeiro de 2019 18:00 | (15–17)   |       |         | Royal Arena, Copenhaga Árbitros: Gasmi, Gasmi |
| 19 de Janeiro de 2019 18:00 | Relatório |       |         | Royal Arena, Copenhaga Árbitros: Gasmi, Gasmi |

| 19 de Janeiro de 2019 20:30 | Áustria   | 22–24 | Argentina | Royal Arena, Copenhaga Árbitros: Boualloucha, Khennisi |
| 19 de Janeiro de 2019 20:30 | Relatório |       |           | Royal Arena, Copenhaga Árbitros: Boualloucha, Khennisi |
| 19 de Janeiro de 2019 20:30 |           |       |           | Royal Arena, Copenhaga Árbitros: Boualloucha, Khennisi |

#### Decisão do 19º lugar
| 20 de Janeiro de 2019 18:00 | Bahrein   | 27-29 | Áustria | Royal Arena, Copenhaga Árbitros: Lak, Sok |
| 20 de Janeiro de 2019 18:00 | Relatório |       |         | Royal Arena, Copenhaga Árbitros: Lak, Sok |
| 20 de Janeiro de 2019 18:00 |           |       |         | Royal Arena, Copenhaga Árbitros: Lak, Sok |

#### Decisão do 17º lugar
| 20 de Janeiro de 2019 20:30 | Sérvia    | 28-30 | Argentina | Royal Arena, Copenhaga |
| 20 de Janeiro de 2019 20:30 | Relatório |       |           | Royal Arena, Copenhaga |
| 20 de Janeiro de 2019 20:30 |           |       |           | Royal Arena, Copenhaga |

### Semi-finais do 13º–16º lugares
|  | Semi-finais do 13º–16º lugares | Semi-finais do 13º–16º lugares |                |    | Decisão do 13º | Decisão do 13º |
|  |                                |                                |                |    |                |                |
|  | 19 de Janeiro                  |                                |                |    |                |                |
|  |                                |                                |                |    |                |                |
|  | Rússia                         | 30                             |                |    |                |                |
|  | Rússia                         | 30                             | 20 de Janeiro  |    |                |                |
|  | Macedônia do Norte             | 28                             |                |    |                |                |
|  | Macedônia do Norte             | 28                             | Rússia         | 28 |                |                |
|  | 19 de Janeiro                  |                                | Rússia         | 28 |                |                |
|  |                                | Catar                          | 34             |    |                |                |
|  | Chile                          | Catar                          | 34             | 27 |                |                |
|  | Chile                          |                                |                | 27 |                |                |
|  | Catar                          | 37                             |                |    |                |                |
|  | Catar                          | 37                             | Decisão do 15º |    |                |                |
|  |                                |                                |                |    |                |                |
|  | 20 de Janeiro                  |                                |                |    |                |                |
|  |                                |                                |                |    |                |                |
|  | Chile                          | 30                             |                |    |                |                |
|  | Chile                          | 30                             |                |    |                |                |
|  | Macedônia do Norte             | 32                             |                |    |                |                |

#### Semi-finais do 13º–16º lugares
| 19 de Janeiro de 2019 13:00 | Rússia    | 30–28 | Macedônia do Norte | Lanxess Arena, Colónia Árbitros: Gjeding, Hansen |
| 19 de Janeiro de 2019 13:00 | (17–14)   |       |                    | Lanxess Arena, Colónia Árbitros: Gjeding, Hansen |
| 19 de Janeiro de 2019 13:00 | Relatório |       |                    | Lanxess Arena, Colónia Árbitros: Gjeding, Hansen |

| 19 de Janeiro de 2019 15:30 | Chile     | 27–37 | Catar | Lanxess Arena, Colónia Árbitros: Pavićević, Ražnatović |
| 19 de Janeiro de 2019 15:30 | (11–21)   |       |       | Lanxess Arena, Colónia Árbitros: Pavićević, Ražnatović |
| 19 de Janeiro de 2019 15:30 | Relatório |       |       | Lanxess Arena, Colónia Árbitros: Pavićević, Ražnatović |

#### Decisão do 15º lugar
| 20 de Janeiro de 2019 13:00 | Macedônia do Norte | 32–30 | Chile | Lanxess Arena, Colónia Árbitros: Brunner, Salah |
| 20 de Janeiro de 2019 13:00 | Relatório          |       |       | Lanxess Arena, Colónia Árbitros: Brunner, Salah |
| 20 de Janeiro de 2019 13:00 |                    |       |       | Lanxess Arena, Colónia Árbitros: Brunner, Salah |

#### Decisão do 13º lugar
| 20 de Janeiro de 2019 15:30 | Rússia    | 28-34 | Catar | Lanxess Arena, Colónia Árbitros: Pavićević, Ražnatovic |
| 20 de Janeiro de 2019 15:30 | Relatório |       |       | Lanxess Arena, Colónia Árbitros: Pavićević, Ražnatovic |
| 20 de Janeiro de 2019 15:30 |           |       |       | Lanxess Arena, Colónia Árbitros: Pavićević, Ražnatovic |

## Fase principal
Os pontos obtidos contra outras equipas qualificadas do mesmo grupo são válidos para esta fase.
|  | Classificados para a fase semi-final                  |
|  | Disputam o jogo de classificação para 5° e 6° lugares |
|  | Disputam o jogo de classificação para 7° e 8° lugares |
|  | Qualificados entre o 9° e 12° lugares                 |

### Grupo I
| Pos | Equipe   | Pts | J | V | E | D | GP  | GC  | SG  |
| --- | -------- | --- | - | - | - | - | --- | --- | --- |
| 1   | Alemanha | 9   | 5 | 4 | 1 | 0 | 136 | 116 | +20 |
| 2   | França   | 7   | 5 | 3 | 1 | 1 | 133 | 122 | +11 |
| 3   | Croácia  | 6   | 5 | 3 | 0 | 2 | 124 | 117 | +7  |
| 4   | Espanha  | 4   | 5 | 2 | 0 | 3 | 147 | 136 | +11 |
| 5   | Brasil   | 4   | 5 | 2 | 0 | 3 | 128 | 149 | −21 |
| 6   | Islândia | 0   | 5 | 0 | 0 | 5 | 122 | 150 | −28 |

Critérios de desempate: 1) pontos; 2) confronto direto; 3) diferença de golos no confronto direto; 4) número de golos feitos no confronto direto; 5) diferença de golos.
| 19 de Janeiro de 2019 18:00 | França    | 33–30 | Espanha | Lanxess Arena, Colónia Árbitros: Jørum, Kleven |
| 19 de Janeiro de 2019 18:00 | (17–15)   |       |         | Lanxess Arena, Colónia Árbitros: Jørum, Kleven |
| 19 de Janeiro de 2019 18:00 | Relatório |       |         | Lanxess Arena, Colónia Árbitros: Jørum, Kleven |

| 19 de Janeiro de 2019 20:30 | Alemanha  | 24–19 | Islândia | Lanxess Arena, Colónia Árbitros: Horacek, Novotný |
| 19 de Janeiro de 2019 20:30 | (14–10)   |       |          | Lanxess Arena, Colónia Árbitros: Horacek, Novotný |
| 19 de Janeiro de 2019 20:30 | Relatório |       |          | Lanxess Arena, Colónia Árbitros: Horacek, Novotný |

| 20 de Janeiro de 2019 18:00 | Brasil    | 29–26 | Croácia | Lanxess Arena, Colónia Árbitros: Jørum, Kleven |
| 20 de Janeiro de 2019 18:00 | (17–13)   |       |         | Lanxess Arena, Colónia Árbitros: Jørum, Kleven |
| 20 de Janeiro de 2019 18:00 | Relatório |       |         | Lanxess Arena, Colónia Árbitros: Jørum, Kleven |

| 20 de Janeiro de 2019 20:30 | Islândia  | 22-31 | França | Lanxess Arena, Colónia Árbitros: Kurtagic, Wetterwik |
| 20 de Janeiro de 2019 20:30 | (11–15)   |       |        | Lanxess Arena, Colónia Árbitros: Kurtagic, Wetterwik |
| 20 de Janeiro de 2019 20:30 | Relatório |       |        | Lanxess Arena, Colónia Árbitros: Kurtagic, Wetterwik |

| 21 de Janeiro de 2019 18:00 | Espanha   | 36–24 | Brasil | Lanxess Arena, Colónia Árbitros: Pavićevic, Ražnatović |
| 21 de Janeiro de 2019 18:00 | (19–13)   |       |        | Lanxess Arena, Colónia Árbitros: Pavićevic, Ražnatović |
| 21 de Janeiro de 2019 18:00 | Relatório |       |        | Lanxess Arena, Colónia Árbitros: Pavićevic, Ražnatović |

| 21 de Janeiro de 2019 20:30 | Croácia   | 21–22 | Alemanha | Lanxess Arena, Colónia |
| 21 de Janeiro de 2019 20:30 | (11–11)   |       |          | Lanxess Arena, Colónia |
| 21 de Janeiro de 2019 20:30 | Relatório |       |          | Lanxess Arena, Colónia |

| 23 de Janeiro de 2019 15:30 | Brasil    | 32–29 | Islândia | Lanxess Arena, Colónia |
| 23 de Janeiro de 2019 15:30 | (15–15)   |       |          | Lanxess Arena, Colónia |
| 23 de Janeiro de 2019 15:30 | Relatório |       |          | Lanxess Arena, Colónia |

| 23 de Janeiro de 2019 18:00 | Alemanha  | 31–30 | Espanha | Lanxess Arena, Colónia |
| 23 de Janeiro de 2019 18:00 | (17–16)   |       |         | Lanxess Arena, Colónia |
| 23 de Janeiro de 2019 18:00 | Relatório |       |         | Lanxess Arena, Colónia |

| 23 de Janeiro de 2019 20:30 | França    | 20–23 | Croácia | Lanxess Arena, Colónia |
| 23 de Janeiro de 2019 20:30 | (11–11)   |       |         | Lanxess Arena, Colónia |
| 23 de Janeiro de 2019 20:30 | Relatório |       |         | Lanxess Arena, Colónia |

### Grupo II
| Pos | Equipe    | Pts | J | V | E | D | GP  | GC  | SG  |
| --- | --------- | --- | - | - | - | - | --- | --- | --- |
| 1   | Dinamarca | 10  | 5 | 5 | 0 | 0 | 147 | 116 | +31 |
| 2   | Noruega   | 8   | 5 | 4 | 0 | 1 | 157 | 135 | +22 |
| 3   | Suécia    | 6   | 5 | 3 | 0 | 2 | 148 | 137 | +11 |
| 4   | Egito     | 3   | 5 | 1 | 1 | 3 | 132 | 138 | −6  |
| 5   | Hungria   | 3   | 5 | 1 | 1 | 3 | 134 | 144 | −10 |
| 6   | Tunísia   | 0   | 5 | 0 | 0 | 5 | 113 | 161 | −48 |

Critérios de desempate: 1) pontos; 2) confronto direto; 3) diferença de golos no confronto direto; 4) número de golos feitos no confronto direto; 5) diferença de golos.
| 19 de Janeiro de 2019 18:00 | Tunísia   | 23–35 | Suécia | Jyske Bank Boxen, Herning Árbitros: Nachevski, Nikolov |
| 19 de Janeiro de 2019 18:00 | (14–19)   |       |        | Jyske Bank Boxen, Herning Árbitros: Nachevski, Nikolov |
| 19 de Janeiro de 2019 18:00 | Relatório |       |        | Jyske Bank Boxen, Herning Árbitros: Nachevski, Nikolov |

| 19 de Janeiro de 2019 20:30 | Dinamarca | 25–22 | Hungria | Jyske Bank Boxen, Herning Árbitros: Schulze, Tönnies |
| 19 de Janeiro de 2019 20:30 | (15–10)   |       |         | Jyske Bank Boxen, Herning Árbitros: Schulze, Tönnies |
| 19 de Janeiro de 2019 20:30 | Relatório |       |         | Jyske Bank Boxen, Herning Árbitros: Schulze, Tönnies |

| 20 de Janeiro de 2019 18:00 | Hungria   | 26–21 | Tunísia | Jyske Bank Boxen, Herning Árbitros: Santos, Fonseca |
| 20 de Janeiro de 2019 18:00 | (16–14)   |       |         | Jyske Bank Boxen, Herning Árbitros: Santos, Fonseca |
| 20 de Janeiro de 2019 18:00 | Relatório |       |         | Jyske Bank Boxen, Herning Árbitros: Santos, Fonseca |

| 20 de Janeiro de 2019 20:30 | Noruega   | 32-28 | Egito | Jyske Bank Boxen, Herning Árbitros: Raluy, Sabroso |
| 20 de Janeiro de 2019 20:30 | (16–14)   |       |       | Jyske Bank Boxen, Herning Árbitros: Raluy, Sabroso |
| 20 de Janeiro de 2019 20:30 | Relatório |       |       | Jyske Bank Boxen, Herning Árbitros: Raluy, Sabroso |

| 21 de Janeiro de 2019 18:00 | Suécia    | 27–30 | Noruega | Jyske Bank Boxen, Herning Árbitros: Gubica, Milošević |
| 21 de Janeiro de 2019 18:00 | (14–17)   |       |         | Jyske Bank Boxen, Herning Árbitros: Gubica, Milošević |
| 21 de Janeiro de 2019 18:00 | Relatório |       |         | Jyske Bank Boxen, Herning Árbitros: Gubica, Milošević |

| 21 de Janeiro de 2019 20:30 | Egito     | 20–26 | Dinamarca | Jyske Bank Boxen, Herning |
| 21 de Janeiro de 2019 20:30 | (7–9)     |       |           | Jyske Bank Boxen, Herning |
| 21 de Janeiro de 2019 20:30 | Relatório |       |           | Jyske Bank Boxen, Herning |

| 23 de Janeiro de 2019 15:30 | Tunísia   | 23–30 | Egito | Jyske Bank Boxen, Herning |
| 23 de Janeiro de 2019 15:30 | (10–15)   |       |       | Jyske Bank Boxen, Herning |
| 23 de Janeiro de 2019 15:30 | Relatório |       |       | Jyske Bank Boxen, Herning |

| 23 de Janeiro de 2019 18:00 | Noruega   | 35–26 | Hungria | Jyske Bank Boxen, Herning |
| 23 de Janeiro de 2019 18:00 | (16–13)   |       |         | Jyske Bank Boxen, Herning |
| 23 de Janeiro de 2019 18:00 | Relatório |       |         | Jyske Bank Boxen, Herning |

| 23 de Janeiro de 2019 20:30 | Dinamarca | 30–26 | Suécia | Jyske Bank Boxen, Herning Árbitros: López, Ramírez |
| 23 de Janeiro de 2019 20:30 | (13–13)   |       |        | Jyske Bank Boxen, Herning Árbitros: López, Ramírez |
| 23 de Janeiro de 2019 20:30 | Relatório |       |        | Jyske Bank Boxen, Herning Árbitros: López, Ramírez |

## Fase final

### Chaveamento
|  | Semifinals    | Semifinals |               |    | Final | Final |
|  |               |            |               |    |       |       |
|  | 25 de Janeiro |            |               |    |       |       |
|  |               |            |               |    |       |       |
|  | Alemanha      | 25         |               |    |       |       |
|  | Alemanha      | 25         | 27 de Janeiro |    |       |       |
|  | Noruega       | 31         |               |    |       |       |
|  | Noruega       | 31         | Dinamarca     | 31 |       |       |
|  | 25 de Janeiro |            | Dinamarca     | 31 |       |       |
|  |               | Noruega    | 22            |    |       |       |
|  | Dinamarca     | Noruega    | 22            | 38 |       |       |
|  | Dinamarca     |            |               | 38 |       |       |
|  | França        | 30         |               |    |       |       |
|  | França        | 30         | Third place   |    |       |       |
|  |               |            |               |    |       |       |
|  | 27 de Janeiro |            |               |    |       |       |
|  |               |            |               |    |       |       |
|  | Alemanha      | 25         |               |    |       |       |
|  | Alemanha      | 25         |               |    |       |       |
|  | França        | 26         |               |    |       |       |

### Semi-finais
| 25 de Janeiro de 2019 17:30 | Alemanha  | 25–31 | Noruega | Barclaycard Arena, Hamburgo Árbitros: Horáček, Novotný |
| 25 de Janeiro de 2019 17:30 | (12–14)   |       |         | Barclaycard Arena, Hamburgo Árbitros: Horáček, Novotný |
| 25 de Janeiro de 2019 17:30 | Relatório |       |         | Barclaycard Arena, Hamburgo Árbitros: Horáček, Novotný |

| 25 de Janeiro de 2019 20:30 | Dinamarca | 38–30 | França | Barclaycard Arena, Hamburgo Árbitros: Gubica, Milošević |
| 25 de Janeiro de 2019 20:30 | (21–15)   |       |        | Barclaycard Arena, Hamburgo Árbitros: Gubica, Milošević |
| 25 de Janeiro de 2019 20:30 | Relatório |       |        | Barclaycard Arena, Hamburgo Árbitros: Gubica, Milošević |

### Decisão do 7º lugar
| 26 de Janeiro de 2019 17:30 | Espanha   | 36–31 | Egito | Jyske Bank Boxen, Herning |
| 26 de Janeiro de 2019 17:30 | (17–18)   |       |       | Jyske Bank Boxen, Herning |
| 26 de Janeiro de 2019 17:30 | Relatório |       |       | Jyske Bank Boxen, Herning |

### Decisão do 5º lugar
| 26 de Janeiro de 2019 20:30 | Croácia   | 28–34 | Suécia | Jyske Bank Boxen, Herning |
| 26 de Janeiro de 2019 20:30 | (13–16)   |       |        | Jyske Bank Boxen, Herning |
| 26 de Janeiro de 2019 20:30 | Relatório |       |        | Jyske Bank Boxen, Herning |

### Decisão do 3º lugar
| 27 de Janeiro de 2019 14:30 | Alemanha  | 25–26 | França | Jyske Bank Boxen, Herning Árbitros: Santos, Fonseca |
| 27 de Janeiro de 2019 14:30 | (13–9)    |       |        | Jyske Bank Boxen, Herning Árbitros: Santos, Fonseca |
| 27 de Janeiro de 2019 14:30 | Relatório |       |        | Jyske Bank Boxen, Herning Árbitros: Santos, Fonseca |

### Final
| 27 de Janeiro de 2019 17:30 | Dinamarca | 31 – 22 | Noruega | Jyske Bank Boxen, Herning Árbitros: Gubica, Milošević |
| 27 de Janeiro de 2019 17:30 | (18 – 11) |         |         | Jyske Bank Boxen, Herning Árbitros: Gubica, Milošević |
| 27 de Janeiro de 2019 17:30 | Relatório |         |         | Jyske Bank Boxen, Herning Árbitros: Gubica, Milošević |

## Classificação final
Segue-se, abaixo, a classificação final desta competição.
|  | Qualificado para os Jogos Olímpicos de 2020      |
|  | Qualificados para o Torneio pré-olímpico de 2020 |

| Pos. | Time               |
| ---- | ------------------ |
| 1    | Dinamarca          |
| 2    | Noruega            |
| 3    | França             |
| 4    | Alemanha           |
| 5    | Suécia             |
| 6    | Croácia            |
| 7    | Espanha            |
| 8    | Egito              |
| 9    | Brasil             |
| 10   | Hungria            |
| 11   | Islândia           |
| 12   | Tunísia            |
| 13   | Catar              |
| 14   | Rússia             |
| 15   | Macedônia do Norte |
| 16   | Chile              |
| 17   | Argentina          |
| 18   | Sérvia             |
| 19   | Áustria            |
| 20   | Bahrein            |
| 21   | Arábia Saudita     |
| 22   | Coreia             |
| 23   | Angola             |
| 24   | Japão              |

Critérios para o ranqueamento do 9º ao 12º lugar: 1) número de pontos ganhos entre os colocados nas posições 1º–4º da fase preliminar de seus respectivos grupos; 2) diferença de gol contra os colocados nas posições 1º–4º da fase preliminar de seus respectivos grupos; 3) maior quantidade de gols feitos em suas partidas nos jogos preliminares.

## Estatísticas
| Pos. | Nome             | Seleção            | Golos | Tentativas | %  |
| ---- | ---------------- | ------------------ | ----- | ---------- | -- |
| 1    | Mikkel Hansen    | Dinamarca          | 72    | 108        | 67 |
| 2    | Magnus Jondal    | Noruega            | 59    | 68         | 87 |
| 3    | Ferran Sole Sala | Espanha            | 58    | 68         | 85 |
| 4    | Uwe Gensheimer   | Alemanha           | 56    | 75         | 75 |
| 5    | Sander Sagosen   | Noruega            | 51    | 87         | 59 |
| 6    | Kiril Lazarov    | Macedônia do Norte | 48    | 74         | 65 |
| 7    | Ali Youssef      | Catar              | 46    | 61         | 75 |
| 7    | Erwin Feuchtmann | Chile              | 46    | 69         | 67 |
| 9    | Rasmus Lauge     | Dinamarca          | 44    | 63         | 70 |
| 9    | Ketlin Mahe      | França             | 44    | 64         | 69 |

| Pos. | Nome              | Seleção            | %  | Defesas | Tentativas |
| ---- | ----------------- | ------------------ | -- | ------- | ---------- |
| 1    | Espen Christensen | Noruega            | 42 | 47      | 113        |
| 2    | Mikael Appelgren  | Suécia             | 40 | 59      | 149        |
| 3    | Ivan Stevanovic   | Croácia            | 40 | 29      | 72         |
| 4    | Niklas Landin     | Dinamarca          | 39 | 70      | 179        |
| 5    | Mohamed Eltayar   | Egito              | 37 | 31      | 84         |
| 6    | Vincent Gerard    | França             | 37 | 78      | 211        |
| 7    | Borko Ristovski   | Macedônia do Norte | 37 | 47      | 126        |
| 8    | Jannick Green     | Dinamarca          | 36 | 33      | 91         |
| 9    | Andreas Palicka   | Suécia             | 36 | 58      | 159        |
| 10   | Andreas Wolff     | Alemanha           | 36 | 63      | 173        |

## Direitos de transmissão

### Televisão
Direitos de transmissão abaixo:
- Áustria – ORF
- Bielorrússia – Sport1/Sport2
- Bósnia e Herzegovina – Arena Sport
- Bulgária – BNT
- Croácia – RTL
- Chipre – CYTA
- Dinamarca – DR, TV 2
- Finlândia – Viasat
- França – beIN Sports, TF1
- Geórgia – Silknet
- Alemanha – ARD, ZDF, Eurosport
- Hungria – M4 Sport
- Islândia – RÚV
- Irlanda – FreeSports (fases finais)
- Israel – Charlton Ltd.
- Itália – pallamano.tv
- Letônia – Sport1/Sport2
- Lituânia – Sport1/Sport2
- Macedônia do Norte – MKRTV, Arena Sport
- Moldávia – Sport1/Sport2
- Montenegro – Arena Sport
- Países Baixos – Ziggo
- Noruega – TV3 Norge, Viasat
- Portugal – Sport TV
- Roménia – Telekom Romania, Digi Sport
- Rússia – Match TV
- Sérvia – Arena Sport, RTS
- Eslovênia – Šport TV
- Suíça  – TV24
- Espanha – TVE
- Suécia – TV3, Viasat NENT
- Ucrânia – Sport1/Sport2
- Reino Unido –  FreeSports
- Egito – Presentation EG
- Estados Unidos – Olympic Channel, NBCSN
- Argentina – DirecTV (para os países das Américas Central e do Sul)
- Coreia do Sul – JCBG

### Rádio
Segue-se abaixo.
- EBU (direitos de rádio para estações de membros no continente europeu).